# Lepa Vida
Lepa Vida (Svenska: Den sköna Vida) är huvudkaraktären i en slovensk folksaga med samma namn. Lepa Vida motivet utgör ett populärt tema för slovenska författare och artister och det finns en stor mängd verk som berör det, bland annat av France Prešeren och Ivan Cankar. Karel Štrekelj, som samlade in folklig kultur hittade sex olika versioner. Historien om den sköna Vida uppkom på södra Balkan under Bysantinska riket. Till Slovenien kom berättelsen runt 1100 och där har den bevarats i flera olika versioner.

## Folksagan
Lepa Vida är en vacker kvinna som har sjuka barn. En svart man (Slovenska: Zamorec) erbjuder henne ett botemedel om hon följer med, men hans verkliga plan är att kidnappa henne. När Vida förstår vad som håller på att hända, kastar hon sig i havet och drunknar. Den här versionen härstammar från en tid när arabiska pirater plundrade Medelhavets kuster.

## Prešerens och Cankars versioner
I Prešerens version är Lepa Vida olyckligt gift med en gammal man. Zamorec erbjuder henne ett bättre liv vid det spanska hovet och Vida åker med honom dit. Väl där fylls hon av hemlängtan och blir otröstligt sorgsen. Cankars dramatiska diktverk hämtar sin bas i Prešerens berättelse och Vida söker också i den här historien lyckan i en annan, rikare värld. Men hon ångrar sig snart för hon vantrivs i bourgeoisien och återvänder till den värld av lidande som hon lämnat, men där hon fortfarande har längtan som drivkraft.

## Verk med Lepa Vida motiv
- Lepa Vida, Josip Jurčič, prosa
- Lepa Vida, Ivan Cankar, drama
- Lepa Vida, Rudi Šeligo, drama
- Grenko morje, Marjan Tomšič, prosa
- Od lepe Vide, France Prešeren, dikt
- Vida, Andrej Rozman - Roza, dikt
- Lepa Vida, Risto Savin, opera
- Lepa Vida, Matjaž Jarc, opera